# Publi Gabini Cimbre
Publi Gabini Cimbre (en llatí Publius Gabinius Cimber) va ser un equites romà que es va implicar en la conspiració de Catilina i apareix en alguna reunió de l'any 63 aC.